# جنیوس سونوریتی
جنیوس سونوریتی (انگلیسی: Genius Sonority) شرکت بازی ویدئویی ژاپنی است، که در سال ۲۰۰۲ تأسیس شد.